# コンスタンティン・クザコフ

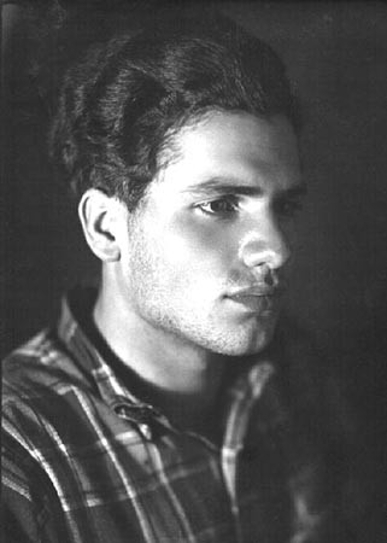
撮影年不詳

コンスタンティン・ステパノヴィチ・クザコフ（ロシア語:Константин Степанович Кузаков, ラテン文字表記の例:Konstantin Stepanovich Kuzakov 1911年 - 1996年）は、ソビエト連邦の官僚。独裁者ヨシフ・スターリンの2番目の非嫡出子（隠し子）。

## 生涯
ソリヴィチェゴドスク出身。母親は、1911年にソリヴィチェゴドスクに流刑の身となったスターリンの女主人マリア・クザーコヴァで、スターリンとは不倫関係にあった。スターリンが流刑から解放されたとき、マリアはまだ妊娠中の身であった。コンスタンティンは父の密かな援助でレニングラード大学（現在のサンクトペテルブルク大学）に入学したと見られる。
1932年、NKVDはコンスタンティンに自分の家系の真実について決して明らかにしないと約束させる声明に署名させた。彼はしばらくのあいだ、レニングラード大学軍事機械研究所で哲学を教えていた。その後コンスタンティンは、モスクワの中央委員会の共産党機関での党官僚としての仕事を得る。第二次世界大戦では大佐として働いた。
1947年、スターリンの親友であるアンドレイ・ジダーノフとその副官がアメリカのスパイであるとして告発されたとき、コンスタンティンはその下で働いていた。彼自身によると、父スターリンと正式に面会したことはなかったが、その頃クレムリンで働いていたコンスタンティンを「立ち止まって見た父は、私に何か言いたげだった。私は父に詰め寄ろうとしたが、何かが私を止めた」のだという。スターリンは手にしたパイプを振って挨拶し、立ち去ったと語っている。スターリンはコンスタンティンの逮捕は防いだが、共産党からは除名された。
スターリンの死後、NKVD長官であるラヴレンチー・ベリヤが逮捕されると、コンスタンティンは党員と党官僚の立場を回復し、文化省の部門部長、ゴステレラジオ（ru:Гостелерадио СССР）の諮問委員会の委員といった、文化と関連する様々な地位を占めた。
1996年にモスクワで死去。